# 球根栽培法
球根栽培法（きゅうこんさいばいほう）とは、戦後に武装闘争方針を採っていた日本共産党主流派が、1951年11月から1952年2月にかけて発行した地下出版物。

## 概要
元々は『内外評論』という名称で発行された機関誌であり、日本共産党の武装闘争方針等を掲載した。「球根栽培法」などの名称は擬装のための名称で、幾度も名前を変えている。実際の武器製造方法については、「栄養分析表」や「料理献立表」などの偽装文書として発行された。ガリ版刷りで本文21ページになっている。
後に新左翼諸セクト内でも『球根栽培法』のコピー版が出回り、1974年の東アジア反日武装戦線による『腹腹時計』登場まで武装闘争の指針となっていた。
「球根栽培法」の一部の巻号が、Amazon Kindleの文書として販売されており、またOPACでオンライン公開されている。

## 各巻目次
- 第2巻第21号（通巻第30号）[6]
  - 新綱領草案の討議を終結するに当って
  - 一般報告
  - 規約改正
  - 結語
- 第2巻第22号（通巻第31号）[7]
  - 軍事問題の論文を発表するにあたって（序文）
  - われわれは、武装の準備と行動を開始しなければならない。
- 第2巻第23号（通巻第32号）[8]
  - 予備隊工作の当面の重點
  - 警察工作の立ちおくれを克服するために
  - マッカーサーの「農業改革」
  - 「N事件のあらまし」の発表に当つて 書記局・統制委員会
  - N事件のあらましについて
  - 一〇・九弾圧の経験
- 第2巻第24号（通巻第33号）[9]
  - 当面の戦術と組織問題について
- 第2巻第25号（通巻第34号）[10]
  - 全国組織会議の決定を実行するために
- 第2巻第26号（通巻第35号）[11]
  - スターリン声明の意義とわれわれの任務
  - 日本におけるアメリカ占領軍
  - 賠償問題について
- 第2巻第27号（通巻第36号）[12]
  - 中核自衛隊の組織と戦術
  - 全国組織会議の決定を全党の討議にうつせ